# 布氏蟹屬
布氏蟹屬是梭子蟹總科的一個屬。

## 分類
布氏蟹屬是布氏蟹科之下的唯一一個科，其最早的物種長形布氏蟹舊屬濱蟹科。

## 物種
以下為本屬的現有物種：
- Brusinia brucei Števčić, 1991
- 長形布氏蟹 Brusinia elongata (Sakai, 1969)：2017年首度於台灣發現[3]。
- Brusinia piriformis Crosnier & Moosa, 2002
- Brusinia profunda Moosa, 1996